# Comblanchien
Die französische Gemeinde Comblanchien im Département Côte-d’Or der Region Bourgogne-Franche-Comté (Bourgogne) in liegt südlich von Nuits-Saint-Georges. Sie hat 604 Einwohner (Stand 1. Januar 2022) und ist durch ihre Kalksteinbrüche bekannt. Ein Teil des Gemeindegebiets ist dem Weinbau innerhalb des Weinbaugebiets Burgund gewidmet. Die Weine dürfen unter den Herkunftsbezeichnungen Bourgogne, Bourgogne Aligoté, Bourgogne Passetoutgrain, Bourgogne Grand Ordinaire und Crémant de Bourgogne vermarktet werden.

## Bevölkerungsentwicklung
| Jahr                       | 1962 | 1968 | 1975 | 1982 | 1990 | 1999 | 2007 | 2016 |
| Einwohner                  | 586  | 679  | 641  | 572  | 540  | 633  | 685  | 649  |
| Quellen: Cassini und INSEE |      |      |      |      |      |      |      |      |

## Kalksteinabbau
Der Ortsname Comblanchien ist als Oberbegriff für Kalksteine aus diesem Ort und seiner Umgebung übertragen worden. Die Region zählt zu den bedeutendsten Kalkstein-Abbaugebieten Frankreichs. Die dort gewonnenen Kalksteine wurden für zahlreiche bekannte Bauwerke Frankreichs benutzt, so unter anderem für die Oper in Paris. Im 18. und 19. Jahrhundert sind aus den Kalksteinen mit Vorliebe Cheminées gefertigt worden.
Diese beigen, manchmal rosa nuancierten, Jura-Kalksteine (Bathonium) sind sehr dicht, die Porenzahl ist sehr gering und demzufolge nehmen sie eine ausgezeichnete Politur an. Viele Sorten zeigen eine oolithische Struktur. Der Abbau erstreckt sich auch auf einige benachbarte Ortschaften.

## Weblinks

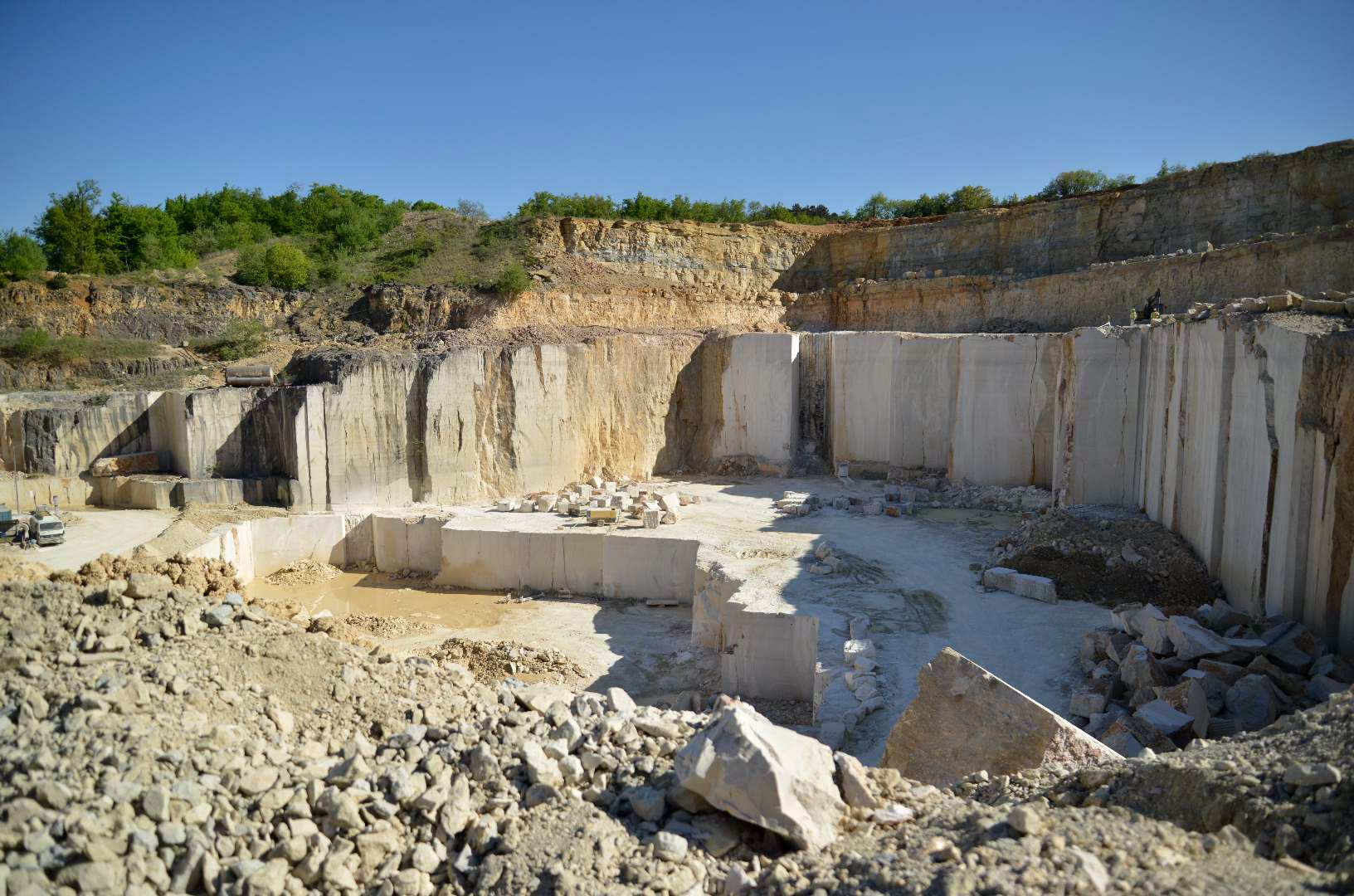
Kalksteinbruch in Comblanchien